# Lambdina endropiaria
Lambdina endropiaria là một loài bướm đêm trong họ Geometridae.